# 湘南白百合学園幼稚園
湘南白百合学園幼稚園（しょうなんしらゆりがくえんようちえん）は、神奈川県藤沢市片瀬海岸に所在する幼稚園。

## 概要
シャルトル聖パウロ修道女会により、1936年（昭和11年）9月13日、修道院と片瀬乃木幼稚園を設立。これが現在の湘南白百合学園幼稚園となる。設立には篤信なカトリック者として公私ともに著名な山本信次郎のあっせんと後援とによるという。校名の「乃木」は、かつて乃木希典が松林に色どられた砂地のこの地所に毎夏海水浴に来ては学習院の生徒と共にテント生活を送った記念の地であることに因む。
創設当初、夏期は別荘にし、冬の間だけ保育にあたる計画であったが、人々の切望に動かされて四季常設のものへと発展した。
1937年（昭和12年）3月4日には「片瀬乃木小学校」、翌年には「乃木高等女学校」の設置が認可され、現在の湘南白百合学園小学校、湘南白百合学園中学・高等学校となる。中学・高校は1979年（昭和54年）に片瀬目白山に移転している。

## 沿革
- 1936年（昭和11年） - 片瀬乃木幼稚園設置認可
- 1946年（昭和21年） - 片瀬白百合幼稚園に改称
- 1948年（昭和23年） - 湘南白百合学園幼稚園に改称
- 1970年（昭和45年） - 現園舎落成
- 1983年（昭和60年） - モンテッソリー教育を取り入れ、縦割り編成のクラスとなる

## 主な卒園生
- 阿部昭（小説家）
- 原由美子（スタイリスト）
- 西川史子（医師、タレント）
- 林田理沙（NHKアナウンサー）
- 林美桜（テレビ朝日アナウンサー）
- 井口綾子（グラビアアイドル）

## 交通
- 湘南モノレール江の島線湘南江の島駅より徒歩10分
- 小田急江ノ島線片瀬江ノ島駅より徒歩5分
- 江ノ島電鉄線江ノ島駅より徒歩10分

## 系列校
- 湘南白百合学園中学・高等学校
- 湘南白百合学園小学校

## 姉妹校
- 学校法人白百合学園
  - 函館白百合学園
  - 盛岡白百合学園
  - 仙台白百合学園、仙台白百合女子大学
  - 白百合学園
  - 白百合女子大学（嘗ては白百合短期大学だった）
  - 八代白百合学園